# Luca Zanimacchia
Luca Zanimacchia (Desio, 19 luglio 1998) è un calciatore italiano, attaccante del Modena, in prestito dalla Cremonese.

## Carriera
Inizia a giocare a calcio nella squadra della sua città, la Polisportiva di Nova, squadra dilettantistica di Nova Milanese, cittadina in provincia di Monza. Dopo qualche anno passa all'Aldini, dove rimane per tre stagioni. Arriva poi la chiamata delle giovanili del Varese, dove rimarrà fino alla categoria degli Allievi Nazionali a causa del fallimento della società comunicato nell'estate 2015, con conseguente svincolo dei tesserati.
Nell'estate del 2015, da svincolato, si accasa al Legnago, club allora militante in Serie D, dove, all'età di 16 anni, inizierà la sua prima stagione tra i dilettanti. Concluderà la stagione con 22 presenze e 5 reti.
Dopo una sola stagione al Legnago, nell'estate del 2016 passa al Genoa, squadra per cui giocherà solo nelle giovanili, senza riuscire mai a debuttare con la prima squadra, nonostante sia andato in panchina più volte.
Nell'agosto 2018 Zanimacchia viene ceduto in prestito alla Juventus U23 per l'intera stagione. Esordisce il 21 agosto con la Juventus U23, nella prima storica vittoria per 1-0 contro il Cuneo, in cui segna anche il primo gol della storia della Juventus U23. Esordisce in Serie C il 16 settembre 2018 in una partita contro l'Alessandria. A fine stagione la Juventus ha poi esercitato l'opzione di acquisto del giocatore per 4 milioni di euro, dopo una buona stagione in cui aveva giocato 34 partite e segnato tre gol. Ha esordito in Serie A, così come con la Juventus senior, entrando al 60' nella sconfitta per 2-0 in trasferta contro il Cagliari il 29 luglio 2020. Giocherà, invece, da titolare tutta la partita tre giorni più tardi, nella sconfitta in casa della Juve per 3-1 contro la Roma.
Il 1º settembre viene ceduto in prestito al Real Zaragoza, squadra della Segunda División spagnola, per la stagione 2020-21, con un diritto di riscatto che però non verrà esercitato a fine stagione, tornando così in Italia.
Il 9 luglio 2021 passa in prestito alla Cremonese, dove ritrova Fabio Pecchia, suo allenatore ai tempi della Juventus U23. Il 2 ottobre 2021 realizza il suo primo gol nella sfida vinta 2 a 0 contro la Ternana, quello del momentaneo 1-0. A fine stagione ottiene la promozione con il club lombardo, in cui fa ritorno il 4 luglio 2022, questa volta in prestito con obbligo di riscatto.
Il 29 gennaio 2023 passa in prestito al Parma, tornando in Serie B e ritrovando per terza volta in carriera Pecchia come suo allenatore. Il successivo 24 febbraio segna la sua prima rete, nel successo per 4-3 in casa del Frosinone.
Il 7 agosto 2025 viene ceduto in prestito al Modena, ancora in Serie B.

## Statistiche

### Presenze e reti nei club
Statistiche aggiornate al 7 agosto 2025.
| Stagione            | Squadra             | Campionato          | Campionato | Campionato | Coppe nazionali | Coppe nazionali | Coppe nazionali | Coppe continentali | Coppe continentali | Coppe continentali | Altre coppe | Altre coppe | Altre coppe | Totale | Totale |
| Stagione            | Squadra             | Comp                | Pres       | Reti       | Comp            | Pres            | Reti            | Comp               | Pres               | Reti               | Comp        | Pres        | Reti        | Pres   | Reti   |
| ------------------- | ------------------- | ------------------- | ---------- | ---------- | --------------- | --------------- | --------------- | ------------------ | ------------------ | ------------------ | ----------- | ----------- | ----------- | ------ | ------ |
| 2015-2016           | Legnago             | D                   | 22         | 5          | CI-D            | 1               | 0               | -                  | -                  | -                  | -           | -           | -           | 23     | 5      |
| 2016-2017           | Genoa               | A                   | 0          | 0          | CI              | 0               | 0               | -                  | -                  | -                  | -           | -           | -           | 0      | 0      |
| 2017-2018           | Genoa               | A                   | 0          | 0          | CI              | 0               | 0               | -                  | -                  | -                  | -           | -           | -           | 0      | 0      |
| Totale Genoa        | Totale Genoa        | Totale Genoa        | 0          | 0          |                 | 0               | 0               |                    | -                  | -                  |             | -           | -           | 0      | 0      |
| 2018-2019           | Juventus U23        | C                   | 34         | 3          | CI-C            | 2               | 1               | -                  | -                  | -                  | -           | -           | -           | 36     | 4      |
| 2019-2020           | Juventus U23        | C                   | 23+2       | 3+1        | CI-C            | 8               | 2               | -                  | -                  | -                  | -           | -           | -           | 33     | 6      |
| Totale Juventus U23 | Totale Juventus U23 | Totale Juventus U23 | 57+2       | 6+1        |                 | 10              | 3               |                    | -                  | -                  |             | -           | -           | 69     | 10     |
| 2019-2020           | Juventus            | A                   | 2          | 0          | CI              | 0               | 0               | -                  | -                  | -                  | -           | -           | -           | 2      | 0      |
| 2020-2021           | Real Saragozza      | SD                  | 26         | 2          | CR              | 2               | 0               | -                  | -                  | -                  | -           | -           | -           | 28     | 2      |
| 2021-2022           | Cremonese           | B                   | 36         | 8          | CI              | 1               | 0               | -                  | -                  | -                  | -           | -           | -           | 37     | 8      |
| 2022-gen. 2023      | Cremonese           | A                   | 15         | 0          | CI              | 2               | 0               | -                  | -                  | -                  | -           | -           | -           | 17     | 0      |
| gen.-giu. 2023      | Parma               | B                   | 16+2       | 1          | CI              | -               | -               | -                  | -                  | -                  | -           | -           | -           | 18     | 1      |
| 2023-2024           | Cremonese           | B                   | 35+4       | 2          | CI              | 2               | 0               | -                  | -                  | -                  | -           | -           | -           | 41     | 2      |
| 2024-2025           | Cremonese           | B                   | 31+1       | 1          | CI              | 1               | 0               | -                  | -                  | -                  | -           | -           | -           | 33     | 1      |
| Totale Cremonese    | Totale Cremonese    | Totale Cremonese    | 117+5      | 11         |                 | 6               | 0               |                    | -                  | -                  |             | -           | -           | 128    | 11     |
| 2025-2026           | Modena              | B                   | -          | -          | CI              | -               | -               | -                  | -                  | -                  | -           | -           | -           | -      | -      |
| Totale carriera     | Totale carriera     | Totale carriera     | 240+9      | 25+1       |                 | 19              | 3               |                    | -                  | -                  |             | -           | -           | 268    | 29     |

## Palmares
- Campionato italiano: 1

Juventus: 2019-2020